# Бёмбю, Жонатан
Жоната́н Бёмбю́ (фр. Jonathan Bumbu; род. 11 февраля 1999, Мант-ла-Жоли, Франция) — французский и конголезский футболист, полузащитник клуба «Чезена».

## Карьера
Воспитанник французского клуба «Лилль». В 2019 году перешёл в «Амьен», где играл за дубль. В феврале 2021 года отправился на правах аренды в «Булонь».
В октябре 2021 года перешёл в словенский «Радомлье». В Первой лиге Словении дебютировал в матче с «Мурой», выйдя на замену.